# Lipinia inexpectata
Espèce
Lipinia inexpectata est une espèce de sauriens de la famille des Scincidae.

## Répartition
Cette espèce est endémique d'Indonésie. Elle se rencontre au Kalimantan et au Sulawesi.

## Publication originale
- Das & Austin, 2007 : New Species of Lipinia (Squamata: Scincidae) from Borneo, Revealed by Molecular and Morphological Data. Journal of Herpetology, vol. 41, no 1, p. 61-71 (texte intégral).